# Craig R. Robson
Craig Richard Robson (* 16. April 1959) ist ein britischer Ornithologe und Leiter von Vogelerkundungstouren.

## Leben
Robson verließ im Alter von 16 Jahren die Schule. Sechs Monate im Jahr 1985 und sechs Monate im Jahr 1989 arbeitete er unter der Leitung von Mike Blackburn als Assistent im RSPB Strumpshaw Fen Reserve, wo er unter anderen praktische Erfahrungen mit der Schilfgürtel- und Feuchtwiesenbewirtschaftung machte. Seit 1989 ist er freiberuflicher Ornithologe.
Robson widmete sich dem Studium von Wildvögeln und Wildtieren während zahlreicher Reisen, Expeditionen und zahlreichen Vogelerkundungstouren, die er im Ausland (hauptsächlich in Asien) durchgeführt hatte und die sich über einen Zeitraum von 30 Jahren erstreckten.
Von Januar bis März 1984 wirkte er an von BirdLife International geförderten Wasservogelzählungen und Vogelberingungsprojekten im Point Calimere Wildlife and Bird Sanctuary und am Chilika-See in Indien mit. Von März bis Juni 1984 war er an einer von Birdlife International geförderten Erhebung über gefährdete Fasane und andere Wildvögel im nördlichen Pakistan beteiligt. Von April bis September 1987 wirkte er an einer Suchexpedition für die Goldkehlpitta in Thailand mit. Von April bis Juli 1988, von Dezember 1989 bis März 1990 sowie von April bis Juli 1991 bereiste er Vietnam, wo er an Erhebungsstudien über gefährdete Fasane und andere Wildvögel teilnahm. 
Ab 1985 war Robson zeitweise als Vogel- bzw. Wildtierillustrator tätig. 1988 gehörte er zum Illustratorenteam des Werks Birds of the Indian Subcontinent: India, Pakistan, Sri Lanka, Nepal, Bhutan, Bangladesh and the Maldives von Richard Grimmett, Carol Inskipp und Tim Inskipp. Im selben Jahr illustrierte er das Buch A Birdwatchers’ Guide to Nepal von Carol Inskipp. 1990 gestaltete er in Zusammenarbeit mit Norman Arlott die Verbreitungskarten im Werk Important Bird Areas in Europe von Richard Grimmett und T. A. Jones. 
Seit 1985 ist Robson auch als Bioakustiker unterwegs. Er zeichnete die Vogelstimmen von nahezu 1100 asiatischen Vogelarten auf, von denen sich die meisten Kopien im National Sound Archive befinden.
1991 wurde er leitender Tourmanager beim Ökotourismusunternehmen Birdquest.
Im Jahr 2000 erschien Robsons Buch A Field Guide to the Birds of South-East Asia, Thailand, Peninsular Malaysia, Singapore, Myanmar, Laos, Vietnam, Cambodia und im Jahr 2002 das Buch A Field Guide to the Birds of Thailand. 2007 verfasste er das Familienkapitel über die Papageischnäbel (Paradoxornithidae) sowie mit Nigel Collar das Familienkapitel zu den Timalien im zwölften Band des Handbook of the Birds of the World.
1995 gehörte Robson zu den Erstbeschreibern der Unterart Fulvetta danisi bidoupensis der Bambusgrasmücke und 2009 zu den Erstbeschreibern des Karstlaubsängers (Phylloscopus calciatilis).
Im November 2014 gehört Robson zu einem Team von Vogelbeobachtern, dem die Wiederentdeckung des Buruloris gelang.

## Dedikationsnamen
2002 benannte Jonathan Charles Eames die Unterart Lioparus chrysotis robsoni der Goldgrasmücke aus Vietnam zu Ehren von Craig Robson. 2006 stellte Nigel Collar die Gattung Robsonius aus der Familie der Grassänger (Locustellidae) auf.